# Peter Michalík
Peter Michalík (ur. 15 września 1990 w Bojnicach) – słowacki szachista, arcymistrz od 2011 roku, reprezentant Czech od 2016.

## Kariera szachowa
Jest wielokrotnym medalistą mistrzostw Słowacji juniorów w różnych kategoriach wiekowych, w tym pięciokrotnie złotym (1999 i 2000 – do 10 lat, 2001 i 2002 – do 12 lat, 2005 – do 16 lat). Dwukrotnie (Oropesa del Mar 2000, Belfort 2005) reprezentował narodowe barwy na mistrzostwach świata juniorów. W 2005 r. podzielił II m. w kołowym turnieju w Ostrawie. W latach 2005–2009 czterokrotnie wystąpił w narodowej drużynie na turnieju o Puchar Mitropa (ang. Mitropa Cup), w 2005 r. zdobywając brązowy medal. W 2009 r. zwyciężył (wspólnie z Draganem Kosiciem) w otwartym turnieju w Starej Pazovie oraz zajął III m. (za Marianem Jurcikiem i Pavlem Šimáčkiem) w Prievidzy. W 2010 r. zwyciężył (wspólnie z Tomasem Likavskym) w Březovej, zajął III m. (za Ołehem Romanyszynem i Zuzaną Borosovą) w Preszowie, a w rozgrywkach czeskiej ekstraligi (sezon 2010/11) wypełnił pierwszą normę arcymistrzowską. Dwie kolejne normy zdobył podczas rozegranych w Aix-les-Bains indywidualnych mistrzostw Europy. W 2011 r. zwyciężył w międzynarodowym turnieju w miejscowości Zajezova.
Najwyższy ranking w dotychczasowej karierze osiągnął 1 sierpnia 2014 r., z wynikiem 2586 punktów zajmował wówczas 1. miejsce wśród słowackich szachistów.